# FKロズニツァ
フドバルスキ・クルブ・ロズニツァ（セルビア語: Фудбалски клуб Лозница, セルビア・クロアチア語: Fudbalski klub Loznica）は、セルビアのロズニツァをホームタウンとするサッカークラブである。

## 歴代所属選手
- ステファン・トリプコヴィッチ 2019-2020, 2023-
- ヴラダン・エレシン 2022